# Landesarbeitsgericht Berlin

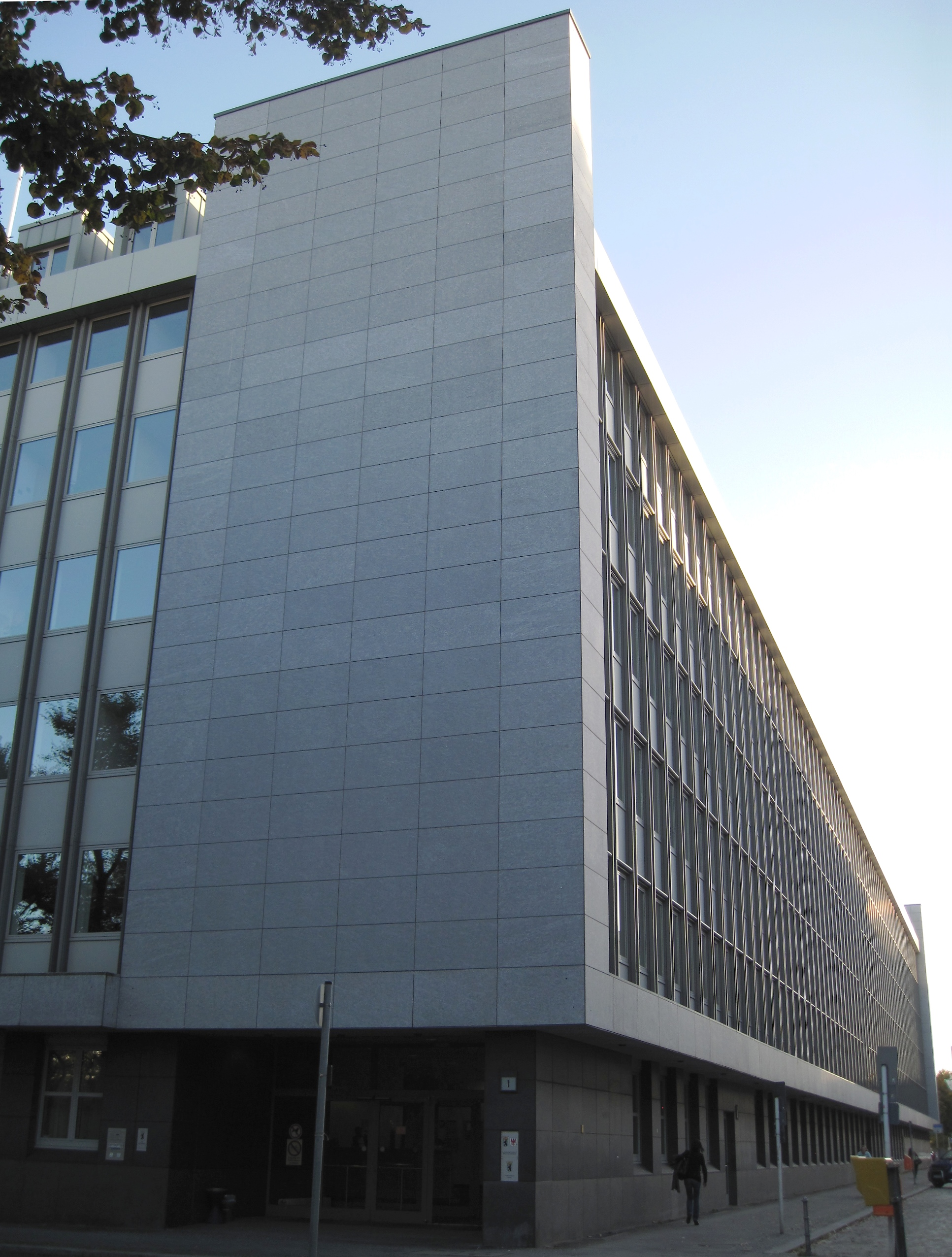
Gerichtsgebäude

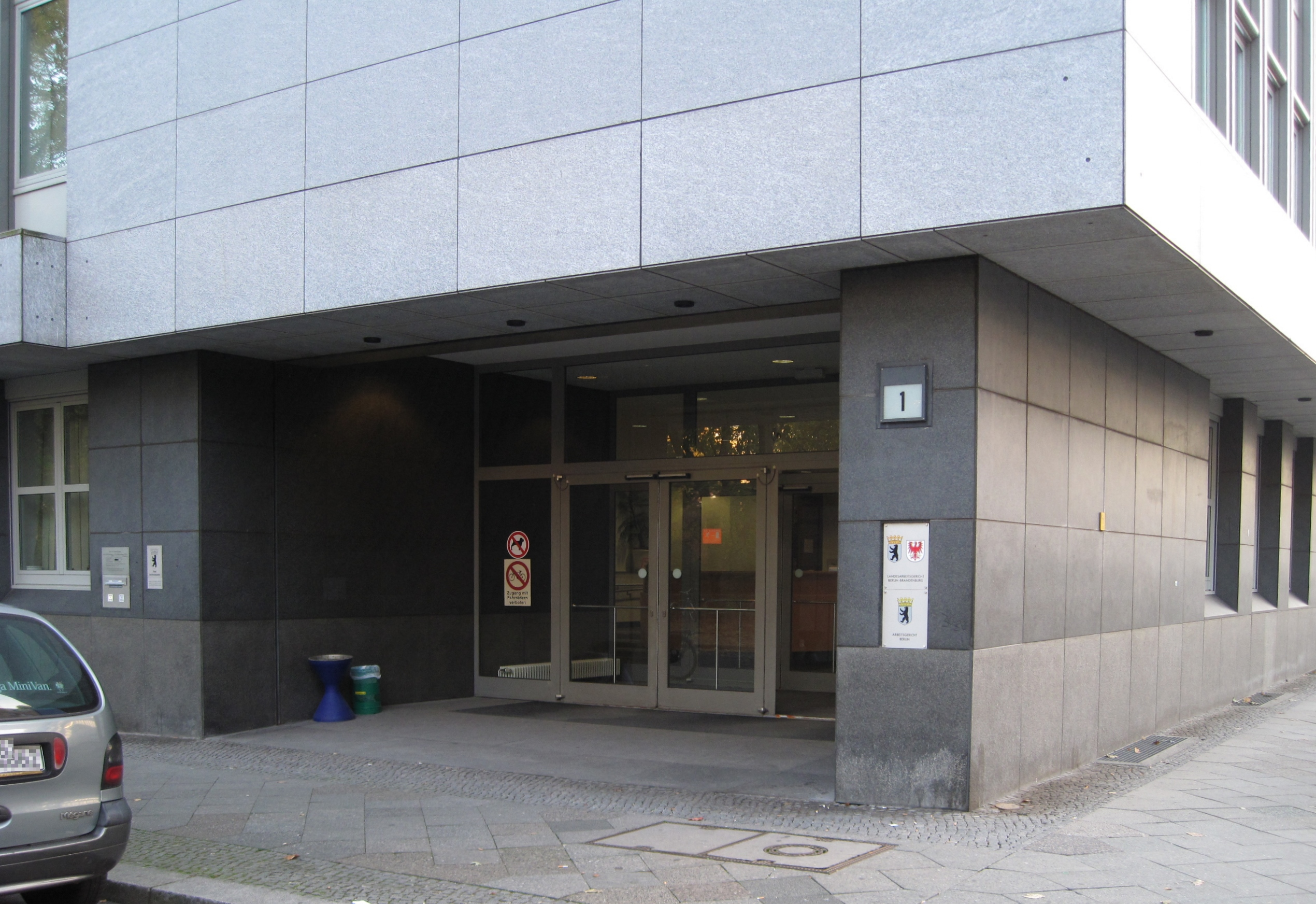
Eingangsbereich

Das Landesarbeitsgericht Berlin war bis zum 31. Dezember 2006 das obere Gericht für die Arbeitsgerichtsbarkeit des Landes Berlin. Es ging durch eine Fusion mit dem Landesarbeitsgericht Brandenburg im Landesarbeitsgericht Berlin-Brandenburg für die beiden Länder Berlin und Brandenburg auf. Die erste Frau an der Spitze des Gerichts und gleichzeitig seine letzte Präsidentin war vom 28. Juni 1995 bis 31. Dezember 2006 Karin Aust-Dodenhoff.

## Gerichtssitz und -bezirk
Das Landesarbeitsgericht hatte seit Oktober 1994 seinen Sitz am Magdeburger Platz 1 Ecke Genthiner Straße.
Der Gerichtsbezirk umfasste das Gebiet des Bundeslandes Berlin.

## Geschichte
Gemäß Arbeitsgerichtsgesetz vom 23. Dezember 1926 wurden in Deutschland Arbeitsgerichte gebildet. Diese waren nur in der ersten Instanz unabhängig, die Landesarbeitsgerichte waren den Landgerichten zugeordnet. Am Landgericht Berlin entstand so 1927 das Landesarbeitsgericht Berlin als eines von zwei Landesarbeitsgericht im Bezirk des Kammergerichtes (das andere war das Landesarbeitsgericht Frankfurt (Oder)). Dem Landesarbeitsgericht Berlin waren folgende Arbeitsgerichte zugeteilt: Arbeitsgericht Berlin, Arbeitsgericht Brandenburg, Arbeitsgericht Eberswalde, Arbeitsgericht Luckenwalde, Arbeitsgericht Neuruppin, Arbeitsgericht Potsdam, Arbeitsgericht Prenzlau, Arbeitsgericht Pritzwalk, Arbeitsgericht Rathenow und Arbeitsgericht Wittenberge. Nach der Besetzung Deutschlands durch die Alliierten wurden 1945 zunächst alle Gerichte geschlossen. Die ordentlichen Gerichte wurden schon bald wieder eröffnet, während die Arbeitsgerichte zunächst außer in Hamburg nicht wieder eingerichtet wurden, so dass arbeitsgerichtliche Streitigkeiten von den ordentlichen Gerichten erledigt werden mussten.
Gemäß Kontrollratsgesetz 21 sollten in Deutschland Arbeitsgerichte aufgebaut werden. Mit Verordnung vom 13. April 1946 wurde das Landesarbeitsgericht Berlin eingerichtet.
2004 waren am Landesarbeitsgericht Berlin 19 Richter und 30 sonstige Mitarbeiter beschäftigt.
Die Länder Berlin und Brandenburg schlossen am 26. April 2004 den Staatsvertrag über die Errichtung gemeinsamer Fachobergerichte der Länder Berlin und Brandenburg. Zum 1. Januar 2007 wurde mit dem LAG Berlin-Brandenburg das dritte dieser gemeinsamen Gerichte errichtet, das die Landesarbeitsgerichte Berlin und Brandenburg ersetzt.

## Über- und nachgeordnete Gerichte
Wie jedem Landesarbeitsgericht war dem Landesarbeitsgericht Berlin nur das Bundesarbeitsgericht übergeordnet. Nachgeordnet war das Arbeitsgericht Berlin.

## Leitung
- 1. März 1949 bis 1973: Adolf Oppel (* 13. Mai 1908)
- Ab 5. Juli 1973: Claus Tischmeyer (* 27. April 1931)
- Ab 28. Juni 1995 bis 31. Dezember 2006: Karin Aust-Dodenhoff